# Johann Rothmüller
Johann Rothmüller (* 1. Juli 1882 in Wien; † 3. Oktober 1965 ebenda) war ein österreichischer Architekt.

## Leben
Rothmüller absolvierte 1919 eine Werkmeisterschule. Ab 1912 war er gewerblich als Baumeister tätig und vermutlich ab 1916 als Architekt und ab 1919 als Bauzeichner.
Im Jahr 1921 gründete er gemeinsam mit Alfred Mautner in Mauer bei Wien eine Baufirma. Ihre erste gemeinsame Arbeit war die Ausführung der Bauten des Monumentalfilms Sodom und Gomorrha. Die Baufirma wurde 1931 aufgelöst und Mautner musste 1938 nach England emigrieren. Rothmüller war weiterhin als Architekt sowie als Gerichtssachverständiger tätig.
Johann Rothmüller war seit 1919 mit Maria Haupt verheiratet, die fünf Kinder in die Ehe mitbrachte. Nach seinem Tod wurde er auf dem Wiener Zentralfriedhof beerdigt.

## Bauwerke als Architekt (Auswahl)

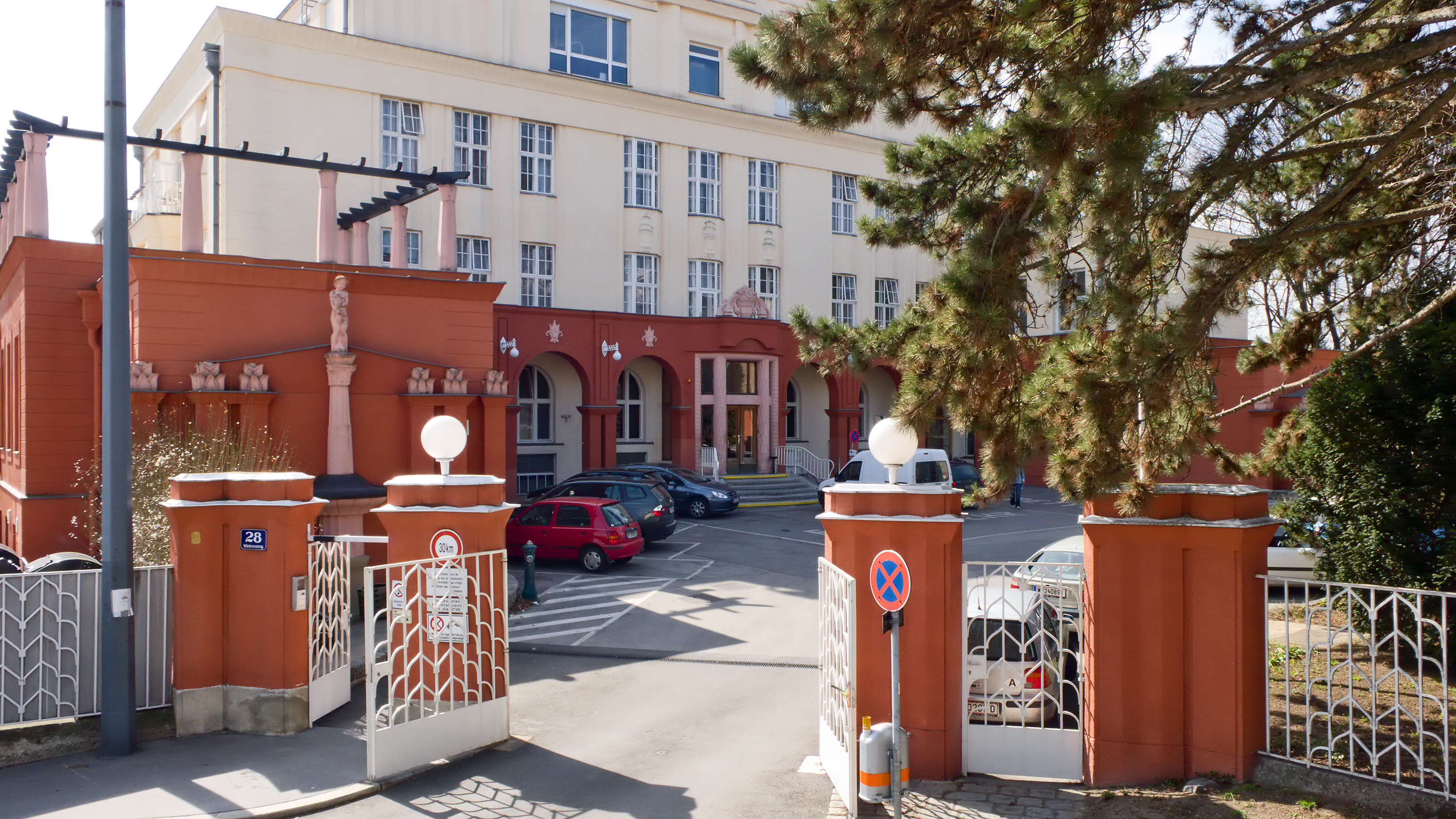
Orthopädisches Krankenhaus Gersthof

- Kleinwohnungsanlage Braunhubergasse 25–29 in Wien-Simmering (erbaut 1912)
- Löwenkino in Wien-Landstraße (erbaut 1922; gemeinsam mit Alfred Mautner)
- Entbindungsheim Gersthof, heute Orthopädisches Krankenhaus Gersthof in Wien-Hernals (erbaut 1924–1926; gemeinsam mit Alfred Mautner)[1]
- Wohnhausanlage Felleis-Hof in Wien-Landstraße (erbaut 1927–1928)
- Wohnhausanlage Goethehof in Wien-Donaustadt (erbaut 1929–1930; gemeinsam mit Hugo Mayer, Viktor Mittag, Karl Hauschka, Alfred Chalousch, Heinrich Schopper und Rudolf Frass)
- Gebietskrankenkasse in Liesing (erbaut 1930; gemeinsam mit Leopold Schumm)
- Wohnhausanlage Wolfganggasse 50–52 in Wien-Meidling (erbaut 1943)